# BNT 2
BNT 2 (БНТ 2) est une chaîne de télévision nationale publique bulgare à vocation régionale.

## Histoire de la chaîne

### Création
La seconde chaîne de télévision de Bulgarie fut lancée le 9 septembre 1975 sous le nom de BT 2 (БТ 2).
Devenue le 1er juin 1992 Efir 2 (Efir étant un mot bulgare qui signifie Air en français), elle diffusait en particulier le championnat italien de football.
Cependant le 31 mai 2000, la chaîne fit son au-revoir à ses téléspectateurs, et ferma son antenne dans la nuit du 1er juin 2000 à 00h40. La chaîne est alors remplacée par le canal privé bTV.

### La résurrection
Le 16 octobre 2011, le signal des stations régionales de BNT est remplacé par celui de la nouvelle chaîne BNT 2, qui s'impose alors comme le successeur de Efir 2.
BNT 2 conserve des tranches régionales, tout en diffusant notamment des programmes d'informations, des retransmissions sportives et des productions originales.

## Organisation
BNT 2 appartient à 100 % à la Télévision nationale bulgare (BNT).